# Revista ION
La revista ION es una publicación científica colombiana cuyo objeto fundamental es servir como medio de difusión abierto a toda la comunidad, orientado a la publicación de resultados de actividades de investigación científica y tecnológica en campos de las ciencias fisicoquímicas, ingeniería química y afines; esta revista es de libre acceso y gratuito.

## Artículos
La revista ION publica artículos artículos de revisión, contribuciones originales y comunicaciones en todos los aspectos de la ingeniería química, ingeniería de procesos, química, biotecnología, y ciencias fisicoquímicas. Asimismo también publica artículos en el área de bioprocesos, industria alimentaria y medio ambiente.

## Bases de datos
La Revista ION está citada en diversos archivos bibliográficos tales como SciELO, Chemical Abstracts, EBSCO Fuente Académica Premier, Dialnet, Redalyc, Ulrich's o Chemical Abstracts Plus.